# Фабер, Иоганн Лотар
Иоганн Лотар Фабер (нем. Johann Lotar Faber, 1817—1896) — немецкий промышленный деятель, который специализировался на производстве канцелярских принадлежностей, и в первую очередь карандашей.

## Биография

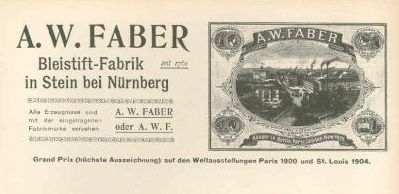
Реклама компании «Фабер»

Вступив в заведование карандашной фабрикой, основанной его прадедом в 1760 году в Штайне, Фабер поставил её на такую высоту, что изделия её приобрели мировую известность. В 1874 году изобрёл копировальные анилиновые карандаши; в Нью-Йорке и Лондоне, Париже и Петербурге, Берлине и Вене устроил филиалы и агентуры; в то же время обратился к оптовому торгу канцелярскими принадлежностями и построил близ Кронаха фабрику для выделывания классных аспидных досок, занимавшую в конце XIX века свыше 1200 рабочих. Был пожизненным членом баварской верхней палаты.
Через 2 года после смерти Иоганна его внучка и наследница Оттилия фон Фабер вышла замуж за графа Александра фон Кастеля из древнего рода Кастелей. Их потомки носили двойную фамилию «Фабер-Кастель», а компания была переименована в Faber-Castell. В 1922 году Эберхард Фабер основал новую карандашную фабрику «Фабер», в США это по-прежнему одна из крупнейших торговых марок карандашей.